# Ribamontán al Mar
Ribamontán al Mar är en kommun i Spanien. Den ligger i den autonoma regionen Kantabrien i norra delen av landet, 300 km norr om huvudstaden Madrid. Antalet invånare är 4 615 (2024).